# Mariano Grondona
Mariano Grondona (19 de outubro de 1932) é um jornalista argentino.
Grondona apresenta o programa semanal de televisão sobre questões de interesse público Hora Clave na Argentina. É colunista do jornal La Nación e professor de governo na Faculdade de Direito da Universidade  de Buenos Aires.

## Citação
"Hugo Chávez ganhou com o voto dos pobres, depois de tê-los aumentado. O populismo gosta tanto dos pobres que os multiplica." Fonte: VEJA Online

## Publicações
- "Tipologia cultural de desenvolvimento econômico" In: A cultura importa. Organização: Lawrence E. Harrison e Samuel P. Huntington; tradução Berilo Vargas. Imprenta Rio de Janeiro: Record, 2002.
- Las Condiciones Culturales del Desarrollo Económico
- Política y gobierno Imprenta [Buenos Aires]: Editorial Columba, 1962.